# Kaprain
Kaprain là một thành phố và khu đô thị của quận Bundi thuộc bang Rajasthan, Ấn Độ.

## Nhân khẩu
Theo điều tra dân số năm 2001 của Ấn Độ, Kaprain có dân số 17.766 người. Phái nam chiếm 52% tổng số dân và phái nữ chiếm 48%. Kaprain có tỷ lệ 54% biết đọc biết viết, thấp hơn tỷ lệ trung bình toàn quốc là 59,5%: tỷ lệ cho phái nam là 67%, và tỷ lệ cho phái nữ là 39%. Tại Kaprain, 18% dân số nhỏ hơn 6 tuổi.